# Latorre (Aínsa)
Latorre ist ein spanischer Ort und eine ehemalige Gemeinde in der Provinz Huesca der Autonomen Gemeinschaft Aragonien. Latorre gehört zur Gemeinde Aínsa-Sobrarbe. Das Dorf auf 869 Meter Höhe liegt circa zehn Kilometer südlich von Aínsa und hatte im Jahr 2019 vier Einwohner.

## Sehenswürdigkeiten
- Pfarrkirche San José, erbaut im 16. Jahrhundert